# Synegia obliquifasciata
Synegia obliquifasciata är en fjärilsart som beskrevs av Eugen Wehrli 1986. Synegia obliquifasciata ingår i släktet Synegia och familjen mätare. Inga underarter finns listade i Catalogue of Life.